# Solanum catombelense
Solanum catombelense är en potatisväxtart som beskrevs av Johann Joseph Peyritsch. Solanum catombelense ingår i släktet skattor som ingår i familjen potatisväxter. Inga underarter finns listade i Catalogue of Life.